# Olavius abrolhosensis
Olavius abrolhosensis är en ringmaskart som beskrevs av Erséus 1997. Olavius abrolhosensis ingår i släktet Olavius och familjen glattmaskar. Inga underarter finns listade i Catalogue of Life.